# Copa Mundial de Fútbol Sub-20 de 1995
La Copa Mundial de Fútbol Juvenil de 1995 fue la décima edición de la hoy denominada Copa Mundial de Fútbol Sub-20, campeonato mundial para futbolistas menores de 20 años de edad, organizado por la FIFA. Se jugó entre el 13 y el 28 de abril en Catar. Originalmente la sede había sido asignada a Nigeria, pero la inestable situación interna del país obligó a buscar un organizador alternativo.
Argentina se consagró campeón por segunda vez en su historia, derrotando en la final al defensor del título, Brasil.

## Sedes
| Ciudad | Estadio                       | Aforo  |
| ------ | ----------------------------- | ------ |
| Doha   | Estadio Al-Ahli               | 20.000 |
| Doha   | Estadio Internacional Khalifa | 50.000 |
| Doha   | Estadio Suhaim Bin Hamad      | 20.000 |

## Equipos participantes
Además del anfitrión Catar, 15 equipos clasificaron a la fase final del torneo a través de los torneos realizados por cada una de las restantes seis confederaciones.
- Un equipo de Oceanía clasificó en el Campeonato Sub-20 de la OFC 1994 disputado en Fiyi. En donde la selección de Australia se alzó con el primer lugar.
- Dos equipos de centro y Norteamérica clasificaron en el Torneo Sub-20 de la Concacaf 1994 Este campeonato se realizó en Honduras siendo el ganador la selección local derrotando en la final a la selección de Costa Rica.
- Dos equipos asiáticos clasificaron en el Campeonato Juvenil de la AFC de 1994 disputado en Indonesia, donde el campeón fue la selección de Siria, quien derrotó en la final a la selección de Japón.
- Dos equipos africanos clasificaron en el Campeonato Juvenil Africano de 1995 disputado en Nigeria, donde la selección de Camerún derrotó en la final a la selección de Burundi.
- Tres equipos sudamericanos clasificaron en el Campeonato Sudamericano Sub-20 de 1995 disputado en Bolivia, cuyo campeón fue la selección de Brasil, también asistieron las selecciones de Argentina y Chile por quedar ubicadas en el segundo y tercer lugar del cuadrangular final.
- Seis representantes europeos clasificaron en el Campeonato Europeo Sub-18 1994 disputado en España. El campeón fue Portugal, quien derrotó en la final a la selección de Alemania.

En cursiva, los debutantes en la Copa Mundial de Fútbol Sub-20.
| Clasificatorias | Clasificatorias | Clasificatorias | Clasificatorias | Clasificatorias | Clasificatorias |
| --------------- | --------------- | --------------- | --------------- | --------------- | --------------- |
| CAF             | AFC             | UEFA            | Concacaf        | OFC             | Conmebol        |

| Equipos participantes | Equipos participantes | Equipos participantes | Equipos participantes |
| --------------------- | --------------------- | --------------------- | --------------------- |
| Alemania              | Burundi               | Costa Rica            | Países Bajos          |
| Argentina             | Camerún               | España                | Portugal              |
| Australia             | Catar                 | Honduras              | Rusia                 |
| Brasil                | Chile                 | Japón                 | Siria                 |

## Resultados
- Los horarios corresponden a la hora de Catar (UTC+3)
- Leyenda: Pts: Puntos; PJ: Partidos jugados; PG: Partidos ganados; PE: Partidos empatados; PP: Partidos perdidos; GF: Goles a favor; GC: Goles en contra; Dif: Diferencia de goles.

## Primera fase

### Grupo A
| Equipo | Pts | PJ | PG | PE | PP | GF | GC | Dif |
| ------ | --- | -- | -- | -- | -- | -- | -- | --- |
| Brasil | 7   | 3  | 2  | 1  | 0  | 8  | 0  | 8   |
| Rusia  | 5   | 3  | 1  | 2  | 0  | 3  | 1  | 2   |
| Siria  | 3   | 3  | 1  | 0  | 2  | 1  | 8  | -7  |
| Catar  | 1   | 3  | 0  | 1  | 2  | 1  | 4  | -3  |

| 13 de abril de 1995, 20:15 | Catar        | 1:1 (0:0) | Rusia     | Estadio Internacional Khalifa, Doha                                     |                                                                         |
|                            | Al Enazi 54' | Reporte   | Semak 52' | Asistencia: 65.000 espectadores Árbitro(s): Hermann Albrecht (Alemania) | Asistencia: 65.000 espectadores Árbitro(s): Hermann Albrecht (Alemania) |

| 14 de abril de 1995, 17:15 | Siria | 0:6 (0:2) | Brasil                                                            | Estadio Internacional Khalifa, Doha                              |                                                                  |
|                            |       | Reporte   | Reinaldo 12' (pen.), 25', 70' · Elder 67' · Caio 73' · Murilo 85' | Asistencia: 40.000 espectadores Árbitro(s): Alain Sars (Francia) | Asistencia: 40.000 espectadores Árbitro(s): Alain Sars (Francia) |

| 16 de abril de 1995, 17:15 | Catar | 0:1 (0:0) | Siria     | Estadio Internacional Khalifa, Doha                                       |                                                                           |
|                            |       | Reporte   | Boshi 52' | Asistencia: 60.000 espectadores Árbitro(s): Dermot Gallagher (Inglaterra) | Asistencia: 60.000 espectadores Árbitro(s): Dermot Gallagher (Inglaterra) |

| 17 de abril de 1995, 17:15 | Rusia | 0:0     | Brasil | Estadio Internacional Khalifa, Doha                                |                                                                    |
|                            |       | Reporte |        | Asistencia: 5.000 espectadores Árbitro(s): Gamal Ghandour (Egipto) | Asistencia: 5.000 espectadores Árbitro(s): Gamal Ghandour (Egipto) |

| 19 de abril de 1995, 17:15 | Catar | 0:2 (0:0) | Brasil               | Estadio Internacional Khalifa, Doha                                             |                                                                                 |
|                            |       | Reporte   | Caio 50' · Elder 61' | Asistencia: 40.000 espectadores Árbitro(s): Ramón Luis Méndez Vega (Costa Rica) | Asistencia: 40.000 espectadores Árbitro(s): Ramón Luis Méndez Vega (Costa Rica) |

| 19 de abril de 1995, 17:15 | Rusia                         | 2:0 (1:0) | Siria | Estadio Al-Ahli, Doha                                                   |                                                                         |
|                            | Shumashenko 1' · Lyssenko 90' | Reporte   |       | Asistencia: 3.000 espectadores Árbitro(s): Javier Castrilli (Argentina) | Asistencia: 3.000 espectadores Árbitro(s): Javier Castrilli (Argentina) |

### Grupo B
| Equipo  | Pts | PJ | PG | PE | PP | GF | GC | Dif |
| ------- | --- | -- | -- | -- | -- | -- | -- | --- |
| España  | 9   | 3  | 3  | 0  | 0  | 13 | 5  | 8   |
| Japón   | 4   | 3  | 1  | 1  | 1  | 5  | 4  | 1   |
| Chile   | 2   | 3  | 0  | 2  | 1  | 6  | 9  | -3  |
| Burundi | 1   | 3  | 0  | 1  | 2  | 2  | 8  | -6  |

| 13 de abril de 1995, 17:15 | Burundi          | 1:5 (0:3) | España                                                           | Estadio Al-Ahli, Doha                                              |                                                                    |
|                            | Ndayishimite 82' | Reporte   | Martínez 26' · Raúl 36' · Roger 40' (pen.) · Etxeberria 72', 86' | Asistencia: 1.000 espectadores Árbitro(s): Marcio Rezende (Brasil) | Asistencia: 1.000 espectadores Árbitro(s): Marcio Rezende (Brasil) |

| 14 de abril de 1995, 17:15 | Chile                    | 2:2 (1:0) | Japón                | Estadio Al-Ahli, Doha                                               |                                                                     |
|                            | Rozental 11' (pen.), 67' | Reporte   | Oki 47' · Nakata 87' | Asistencia: 2.000 espectadores Árbitro(s): Charles Masembe (Uganda) | Asistencia: 2.000 espectadores Árbitro(s): Charles Masembe (Uganda) |

| 16 de abril de 1995, 17:15 | Burundi       | 1:1 (0:1) | Chile        | Estadio Al-Ahli, Doha                                                          |                                                                                |
|                            | Butunungu 83' | Reporte   | Rozental 14' | Asistencia: 3.000 espectadores Árbitro(s): Ramón Luis Méndez Vega (Costa Rica) | Asistencia: 3.000 espectadores Árbitro(s): Ramón Luis Méndez Vega (Costa Rica) |

| 17 de abril de 1995, 17:15 | España              | 2:1 (1:0) | Japón      | Estadio Al-Ahli, Doha                                                   |                                                                         |
|                            | Roger 8' · Raúl 83' | Reporte   | Nakata 69' | Asistencia: 4.000 espectadores Árbitro(s): Zeli Sinko (Costa de Marfil) | Asistencia: 4.000 espectadores Árbitro(s): Zeli Sinko (Costa de Marfil) |

| 19 de abril de 1995, 19:45 | Burundi | 0:2 (0:2) | Japón                            | Estadio Internacional Khalifa, Doha                                |                                                                    |
|                            |         | Reporte   | Yasunaga 10' · Yamada 17' (pen.) | Asistencia: 4.000 espectadores Árbitro(s): Gamal Ghandour (Egipto) | Asistencia: 4.000 espectadores Árbitro(s): Gamal Ghandour (Egipto) |

| 19 de abril de 1995, 19:45 | España                                                                           | 6:3 (3:0) | Chile                               | Estadio Al-Ahli, Doha                                                          |                                                                                |
|                            | Etxeberria 9', 13' · Ochoa 20', 61' · Míchel Salgado 47' · De la Peña 80' (pen.) | Reporte   | Rozental 52' · Poli 77' · Lobos 83' | Asistencia: 3.000 espectadores Árbitro(s): Pascual Rebolledo Cárdenas (México) | Asistencia: 3.000 espectadores Árbitro(s): Pascual Rebolledo Cárdenas (México) |

### Grupo C
| Equipo       | Pts | PJ | PG | PE | PP | GF | GC | Dif |
| ------------ | --- | -- | -- | -- | -- | -- | -- | --- |
| Portugal     | 9   | 3  | 3  | 0  | 0  | 7  | 2  | 5   |
| Argentina    | 6   | 3  | 2  | 0  | 1  | 5  | 3  | 2   |
| Países Bajos | 3   | 3  | 1  | 0  | 2  | 7  | 5  | 2   |
| Honduras     | 0   | 3  | 0  | 0  | 3  | 5  | 14 | -9  |

| 13 de abril de 1995, 17:15 | Países Bajos | 0:1 (0:0) | Argentina   | Estadio Suhaim Bin Hamad, Doha                                                 |                                                                                |
|                            |              | Reporte   | Garrone 90' | Asistencia: 2.000 espectadores Árbitro(s): Pascual Rebolledo Cárdenas (México) | Asistencia: 2.000 espectadores Árbitro(s): Pascual Rebolledo Cárdenas (México) |

| 14 de abril de 1995, 19:45 | Honduras                  | 2:3 (2:1) | Portugal                       | Estadio Internacional Khalifa, Doha                                         |                                                                             |
|                            | Guevara 26' · Cabrera 34' | Reporte   | Nuno Gomes 18', 66' · Dani 53' | Asistencia: 10.000 espectadores Árbitro(s): Emmanuel Dada Obafemi (Nigeria) | Asistencia: 10.000 espectadores Árbitro(s): Emmanuel Dada Obafemi (Nigeria) |

| 16 de abril de 1995, 19:45 | Países Bajos                                                          | 7:1 (4:0) | Honduras            | Estadio Internacional Khalifa, Doha                                 |                                                                     |
|                            | Wooter 3', 44' · Witzenhausen 10', 24', 77' · Gehring 67' · Bouma 78' | Reporte   | Oseguera 48' (pen.) | Asistencia: 20.000 espectadores Árbitro(s): Masayoshi Okada (Japón) | Asistencia: 20.000 espectadores Árbitro(s): Masayoshi Okada (Japón) |

| 17 de abril de 1995, 19:45 | Argentina | 0:1 (0:0) | Portugal | Estadio Internacional Khalifa, Doha                                |                                                                    |
|                            |           | Reporte   | Dani 71' | Asistencia: 8.000 espectadores Árbitro(s): Rune Pedersen (Noruega) | Asistencia: 8.000 espectadores Árbitro(s): Rune Pedersen (Noruega) |

| 20 de abril de 1995, 17:15 | Países Bajos | 0:3 (0:1) | Portugal                                  | Estadio Internacional Khalifa, Doha                                    |                                                                        |
|                            |              | Reporte   | Beto 9' (pen.) · Dani 47' · Agostinho 70' | Asistencia: 4.000 espectadores Árbitro(s): Hermann Albrecht (Alemania) | Asistencia: 4.000 espectadores Árbitro(s): Hermann Albrecht (Alemania) |

| 20 de abril de 1995, 17:15 | Argentina                       | 4:2 (3:0) | Honduras                 | Estadio Al-Ahli, Doha                                               |                                                                     |
|                            | Ibagaza 6' · Pena 39', 42', 72' | Reporte   | Guevara 48' · Medina 60' | Asistencia: 3.000 espectadores Árbitro(s): Nikolai Levnikov (Rusia) | Asistencia: 3.000 espectadores Árbitro(s): Nikolai Levnikov (Rusia) |

### Grupo D
| Equipo     | Pts | PJ | PG | PE | PP | GF | GC | Dif |
| ---------- | --- | -- | -- | -- | -- | -- | -- | --- |
| Camerún    | 7   | 3  | 2  | 1  | 0  | 7  | 4  | 3   |
| Australia  | 4   | 3  | 1  | 1  | 1  | 5  | 4  | 1   |
| Costa Rica | 3   | 3  | 1  | 0  | 2  | 3  | 6  | -3  |
| Alemania   | 2   | 3  | 0  | 2  | 1  | 3  | 4  | -1  |

| 13 de abril de 1995, 19:45 | Australia                    | 2:0 (0:0) | Costa Rica | Estadio Al-Ahli, Doha                                                      |                                                                            |
|                            | Viduka 51' · Enes 74' (pen.) | Reporte   |            | Asistencia: 1.000 espectadores Árbitro(s): Rahman Al Zaid (Arabia Saudita) | Asistencia: 1.000 espectadores Árbitro(s): Rahman Al Zaid (Arabia Saudita) |

| 14 de abril de 1995, 19:45 | Camerún  | 1:1 (0:1) | Alemania       | Estadio Al-Ahli, Doha                                                   |                                                                         |
|                            | Simo 90' | Reporte   | Hinz 9' (pen.) | Asistencia: 1.000 espectadores Árbitro(s): Javier Castrilli (Argentina) | Asistencia: 1.000 espectadores Árbitro(s): Javier Castrilli (Argentina) |

| 16 de abril de 1995, 19:45 | Australia       | 2:3 (1:0) | Camerún                      | Estadio Al-Ahli, Doha                                               |                                                                     |
|                            | Viduka 11', 72' | Reporte   | Ntamag 52', 90' · Ndiefi 67' | Asistencia: 5.000 espectadores Árbitro(s): Nikolai Levnikov (Rusia) | Asistencia: 5.000 espectadores Árbitro(s): Nikolai Levnikov (Rusia) |

| 17 de abril de 1995, 19:45 | Costa Rica                    | 2:1 (1:0) | Alemania  | Estadio Al-Ahli, Doha                                           |                                                                 |
|                            | Bennett 42' (pen.) · Soto 52' | Reporte   | Walle 90' | Asistencia: 5.000 espectadores Árbitro(s): Alain Sars (Francia) | Asistencia: 5.000 espectadores Árbitro(s): Alain Sars (Francia) |

| 20 de abril de 1995, 19:45 | Australia  | 1:1 (0:1) | Alemania | Estadio Internacional Khalifa, Doha                                |                                                                    |
|                            | Viduka 54' | Reporte   | Rath 23' | Asistencia: 4.000 espectadores Árbitro(s): Marcio Rezende (Brasil) | Asistencia: 4.000 espectadores Árbitro(s): Marcio Rezende (Brasil) |

| 20 de abril de 1995, 19:45 | Costa Rica  | 1:3 (1:2) | Camerún                    | Estadio Al-Ahli, Doha                                                    |                                                                          |
|                            | Bennett 30' | Reporte   | Ndiefi 26' · Essa 36', 75' | Asistencia: 6.000 espectadores Árbitro(s): Dermot Gallagher (Inglaterra) | Asistencia: 6.000 espectadores Árbitro(s): Dermot Gallagher (Inglaterra) |

## Segunda fase
|  | Cuartos de final | Cuartos de final |           |        | Semifinales | Semifinales |  |        | Final       | Final       |  |
|  | 23 de abril      | 23 de abril      |           |        | 25 de abril | 25 de abril |  |        | 28 de abril | 28 de abril |  |
|  |                  |                  |           |        |             |             |  |        |             |             |  |
|  |                  |                  |           |        |             |             |  |        |             |             |  |
|  | Brasil           | 2                |           |        |             |             |  |        |             |             |  |
|  | Brasil           | 2                |           |        |             |             |  |        |             |             |  |
|  | Japón            | 1                |           |        |             |             |  |        |             |             |  |
|  | Japón            | 1                |           | Brasil | 1           |             |  |        |             |             |  |
|  |                  |                  |           | Brasil | 1           |             |  |        |             |             |  |
|  |                  |                  | Portugal  | 0      |             |             |  |        |             |             |  |
|  | Portugal (t.s.)  | 2                | Portugal  | 0      |             |             |  |        |             |             |  |
|  | Portugal (t.s.)  | 2                |           |        |             |             |  |        |             |             |  |
|  | Australia        | 1                |           |        |             |             |  |        |             |             |  |
|  | Australia        | 1                |           |        |             |             |  | Brasil | 0           |             |  |
|  |                  |                  |           |        |             |             |  | Brasil | 0           |             |  |
|  |                  |                  | Argentina | 2      |             |             |  |        |             |             |  |
|  | España           | 4                | Argentina | 2      |             |             |  |        |             |             |  |
|  | España           | 4                |           |        |             |             |  |        |             |             |  |
|  | Rusia            | 1                |           |        |             |             |  |        |             |             |  |
|  | Rusia            | 1                |           | España | 0           |             |  |        |             |             |  |
|  |                  |                  |           | España | 0           |             |  |        |             |             |  |
|  |                  |                  | Argentina | 3      |             |             |  |        |             |             |  |
|  | Camerún          | 0                | Argentina | 3      |             |             |  |        |             |             |  |
|  | Camerún          | 0                |           |        |             |             |  |        |             |             |  |
|  | Argentina        | 2                |           |        |             |             |  |        |             |             |  |
|  | Argentina        | 2                |           |        |             |             |  |        |             |             |  |
|  |                  |                  |           |        |             |             |  |        |             |             |  |

### Cuartos de final
| 23 de abril de 1995, 17:15 | Brasil        | 2:1 (2:1) | Japón   | Estadio Internacional Khalifa, Doha                                    |                                                                        |
|                            | Caio 26', 40' | Reporte   | Oku 15' | Asistencia: 5.000 espectadores Árbitro(s): Hermann Albrecht (Alemania) | Asistencia: 5.000 espectadores Árbitro(s): Hermann Albrecht (Alemania) |

| 23 de abril de 1995, 17:15 | España                             | 4:1 (3:0) | Rusia            | Estadio Al-Ahli, Doha                                              |                                                                    |
|                            | Raúl 3' · Etxeberria 13', 21', 62' | Reporte   | Lipko 65' (pen.) | Asistencia: 4.000 espectadores Árbitro(s): Gamal Ghandour (Egipto) | Asistencia: 4.000 espectadores Árbitro(s): Gamal Ghandour (Egipto) |

| 23 de abril de 1995, 20:15 | Portugal            | 2:1 (1:1, 0:0) (t. s.) | Australia                | Estadio Internacional Khalifa, Doha                                |                                                                    |
|                            | Agostinho 66', 100' | Reporte                | Carlos Felipe 72' (a.g.) | Asistencia: 5.000 espectadores Árbitro(s): Rune Pedersen (Noruega) | Asistencia: 5.000 espectadores Árbitro(s): Rune Pedersen (Noruega) |

| 23 de abril de 1995, 20:15 | Camerún | 0:2 (0:1) | Argentina                  | Estadio Al-Ahli, Doha                                           |                                                                 |
|                            |         | Reporte   | Guerrero 37' · Coyette 49' | Asistencia: 7.000 espectadores Árbitro(s): Alain Sars (Francia) | Asistencia: 7.000 espectadores Árbitro(s): Alain Sars (Francia) |

### Semifinales
| 25 de abril de 1995, 17:15 | Brasil   | 1:0 (0:0) | Portugal | Estadio Internacional Khalifa, Doha                                             |                                                                                 |
|                            | Caio 90' | Reporte   |          | Asistencia: 10.000 espectadores Árbitro(s): Pascual Rebolledo Cárdenas (México) | Asistencia: 10.000 espectadores Árbitro(s): Pascual Rebolledo Cárdenas (México) |

| 25 de abril de 1995, 20:15 | España | 0:3 (0:1) | Argentina                                | Estadio Internacional Khalifa, Doha                                     |                                                                         |
|                            |        | Reporte   | Biagini 21' · Coyette 54' · Chaparro 81' | Asistencia: 10.000 espectadores Árbitro(s): Hermann Albrecht (Alemania) | Asistencia: 10.000 espectadores Árbitro(s): Hermann Albrecht (Alemania) |

### Tercer lugar
| 28 de abril de 1995, 14:45 | Portugal                       | 3:2 (0:2) | España                              | Estadio Internacional Khalifa, Doha                                         |                                                                             |
|                            | Nuno Gomes 68', 82' · Dani 73' | Reporte   | Míchel Salgado 25' · De la Peña 38' | Asistencia: 50.000 espectadores Árbitro(s): Rahman Al Zaid (Arabia Saudita) | Asistencia: 50.000 espectadores Árbitro(s): Rahman Al Zaid (Arabia Saudita) |

### Final
| 28 de abril de 1995, 17:15 | Brasil | 0:2 (0:1) | Argentina                  | Estadio Internacional Khalifa, Doha                                       |                                                                           |
|                            |        | Reporte   | Biagini 25' · Guerrero 89' | Asistencia: 65.000 espectadores Árbitro(s): Dermot Gallagher (Inglaterra) | Asistencia: 65.000 espectadores Árbitro(s): Dermot Gallagher (Inglaterra) |

#### Campeón
|                              |
| Bandera de Argentina         |
| Campeón Argentina 2.º título |

## Estadísticas

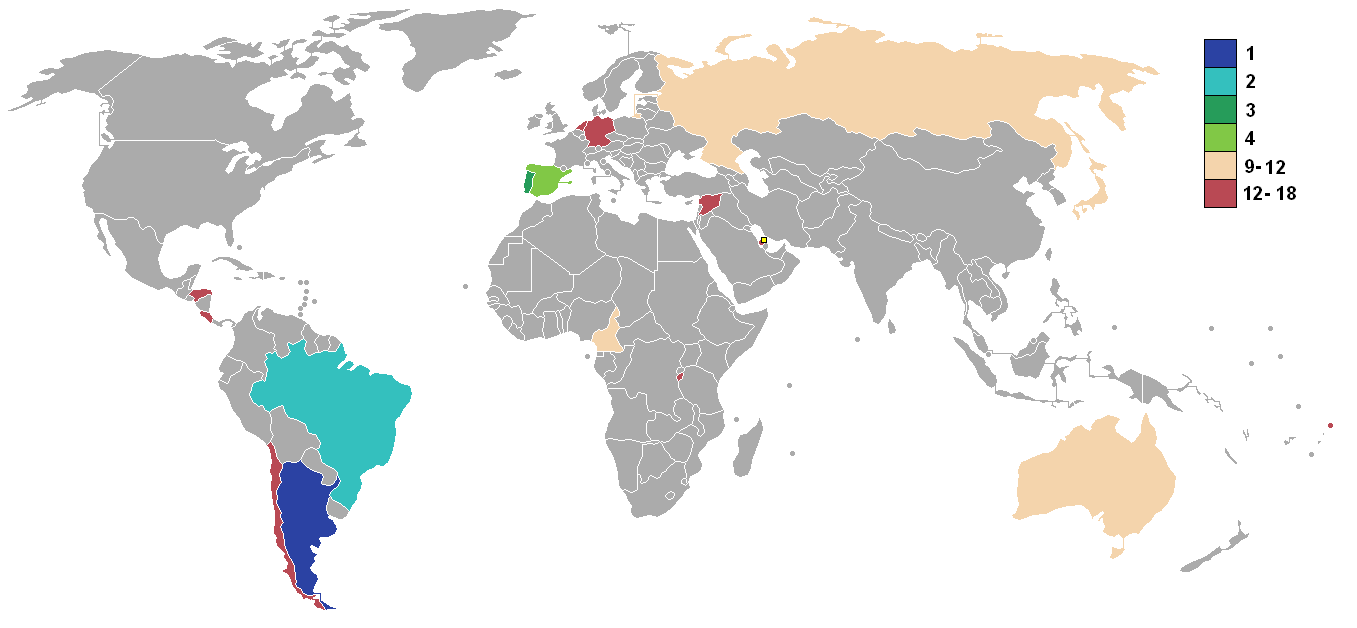
Mapa de la Copa

| Equipo | Equipo       | Pts | PJ | PG | PE | PP | GF | GC | Dif | Rend  |
| ------ | ------------ | --- | -- | -- | -- | -- | -- | -- | --- | ----- |
| 1      | Argentina    | 15  | 6  | 5  | 0  | 1  | 12 | 3  | 9   | 83,3% |
| 2      | Brasil       | 13  | 6  | 4  | 1  | 1  | 11 | 3  | 8   | 72,2% |
| 3      | Portugal     | 15  | 6  | 5  | 0  | 1  | 12 | 6  | 6   | 83,3% |
| 4      | España       | 12  | 6  | 4  | 0  | 2  | 19 | 13 | 6   | 66,6% |
| 5      | Camerún      | 7   | 4  | 2  | 1  | 1  | 7  | 6  | 1   | 58,3% |
| 6      | Rusia        | 5   | 4  | 1  | 2  | 1  | 4  | 5  | -1  | 41,6% |
| 7      | Australia    | 4   | 4  | 1  | 1  | 2  | 6  | 6  | 0   | 33,3% |
| 8      | Japón        | 4   | 4  | 1  | 1  | 2  | 6  | 6  | 0   | 33,3% |
| 9      | Países Bajos | 3   | 3  | 1  | 0  | 2  | 7  | 5  | 2   | 33,3% |
| 10     | Costa Rica   | 3   | 3  | 1  | 0  | 2  | 3  | 6  | -3  | 33,3% |
| 11     | Siria        | 3   | 3  | 1  | 0  | 2  | 1  | 8  | -7  | 33,3% |
| 12     | Alemania     | 2   | 3  | 0  | 2  | 1  | 3  | 4  | -1  | 22,2% |
| 13     | Chile        | 2   | 3  | 0  | 2  | 1  | 6  | 9  | -3  | 22,2% |
| 14     | Catar        | 1   | 3  | 0  | 1  | 2  | 1  | 4  | -3  | 11,1% |
| 15     | Burundi      | 1   | 3  | 0  | 1  | 2  | 2  | 8  | -6  | 11,1% |
| 16     | Honduras     | 0   | 3  | 0  | 0  | 3  | 5  | 14 | -9  | 0,0%  |

## Premios y reconocimientos

### Bota de oro
Como es tradición, el jugador que convirtió la mayor cantidad de goles (GF) durante el torneo recibió el Premio Bota de Oro. En caso de existir una igualdad en esa cantidad, se realizó desempate mediante la cantidad de goles de tiro penal (GPEN). En caso de proseguir el empate, se haría acreedor del premio quien hubiese jugado la menor cantidad de minutos durante el torneo (MINJ). 
En esta edición del torneo, el ganador fue el español Joseba Etxeberria al convertir siete tantos.
| Jugador             | Selección    | GF | GPEN | MINJ |
| ------------------- | ------------ | -- | ---- | ---- |
| Joseba Etxeberria   | España       | 7  | 0    | 364  |
| Caio                | Brasil       | 5  | 0    | 526  |
| Sebastián Rozental  | Chile        | 4  | 1    | 270  |
| Mark Viduka         | Australia    | 4  | 0    | 390  |
| Nuno Gomes          | Portugal     | 4  | 0    | 416  |
| Dani                | Portugal     | 4  | 0    | 561  |
| Mendel Witzenhausen | Países Bajos | 3  | 0    | 270  |
| Reinaldo            | Brasil       | 3  | 1    | 387  |
| Raúl González       | España       | 3  | 0    | 400  |
| Agostinho           | Portugal     | 3  | 0    | 407  |
| Sebastián Pena      | Argentina    | 3  | 0    | 540  |